# Clemens Lashofer

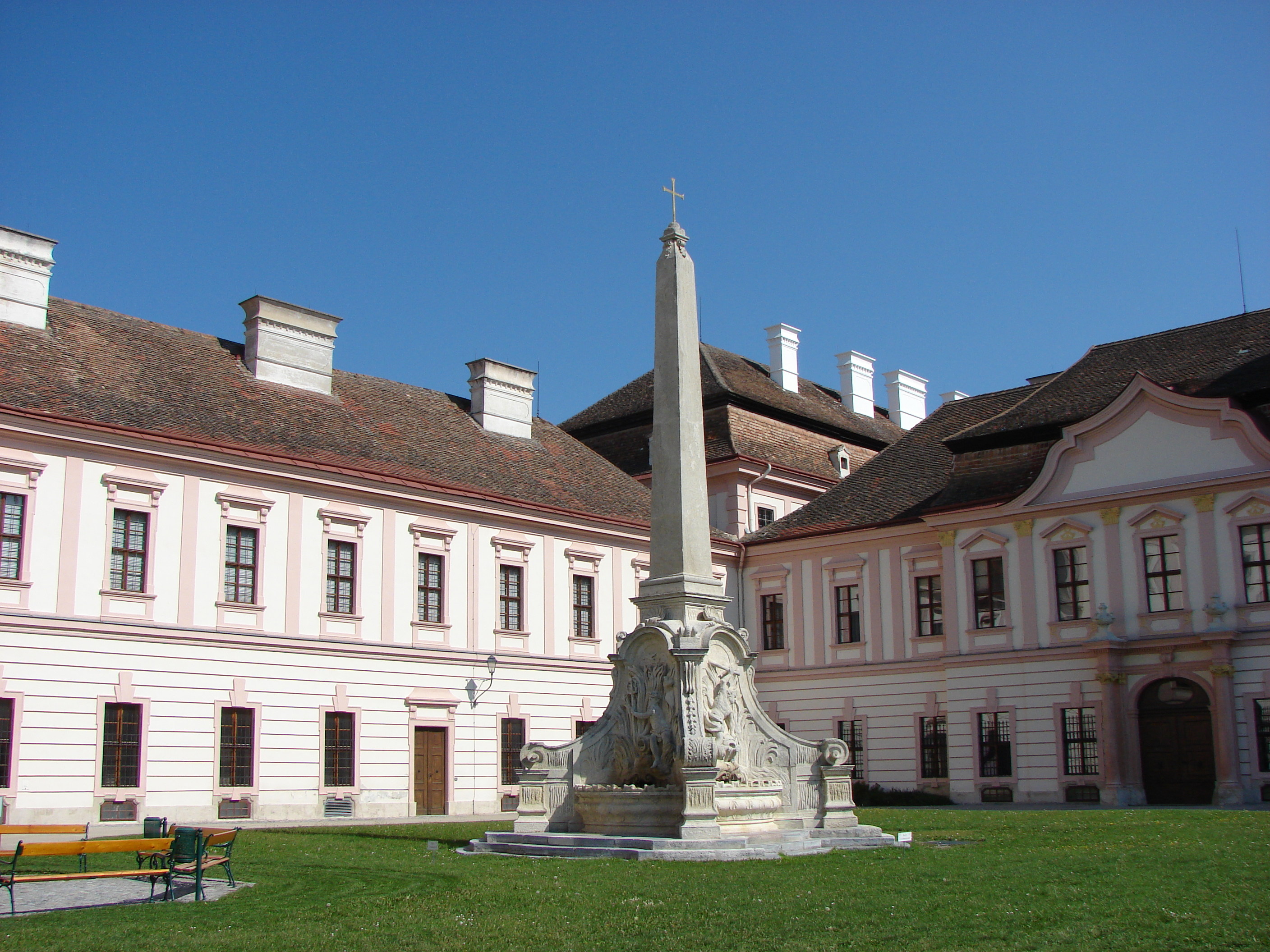
Cour de l'abbaye de Göttweig

Clemens Lashofer, osb, né le 2 février 1941 à Sankt Veit an der Gölsen (Basse-Autriche) et mort le 6 juillet 2009 à l'abbaye de Göttweig, est un bénédictin, soixante-quatrième abbé de Göttweig, ancien abbé-général de la congrégation bénédictine d'Autriche et abbé-vicaire de la congrégation slave. Il est l'auteur d'ouvrages de spiritualité et d'histoire du monachisme.

## Biographie
Anton Lashofer entre à l'âge de dix ans chez les Petits Chanteurs de Göttweig et y retourne pour faire son noviciat en 1959. Il prend le nom de religion de Clemens (Clément). Il est ordonné prêtre en 1965, après des études de théologie à l'université de Salzbourg et reçoit l'ordination des mains du nonce apostolique, Mgr Opilio Rossi, à l'abbaye de Lilienfeld.
Il est directeur de l'école des Petits Chanteurs et est élu ensuite abbé de Göttweig à seulement trente-deux ans. Il choisit comme devise Obviam Christo Domino. Il devient abbé-général de la congrégation bénédictine d'Autriche en 1982. L'abbaye connaît de nouvelles vocations qui permettent de fonder en 1991 un prieuré à Maria Roggendorf. Quelques années plus tard, il traite le difficile dossier de l'ancien archevêque de Vienne, Mgr Groër, qui doit vivre au nouveau prieuré après des accusations de scandales. Ces années rongent l'abbé Lashofer. 
Il est de 1988 à 1994 l'abbé-président de la conférence de Salzbourg qui réunit les grandes abbayes et de 1991 à 2001 abbé-vicaire de la congrégation slave.
Il meurt à l'âge de soixante-huit ans et est enterré à l'abbaye de Göttweig. Le T.R.P. Columban Luser, osb, lui succède.

## Sources
- (de) Cet article est partiellement ou en totalité issu de l’article de Wikipédia en allemand intitulé « Clemens Lashofer » (voir la liste des auteurs).